# Limoges Football
 (septembre 2023).
Si vous disposez d'ouvrages ou d'articles de référence ou si vous connaissez des sites web de qualité traitant du thème abordé ici, merci de compléter l'article en donnant les références utiles à sa vérifiabilité et en les liant à la section « Notes et références ».
Maillots
Dernière mise à jour : 10 octobre 2023.
Le Limoges Football est un club français de football fondé en 1947 et situé à Limoges.
Le club évolue en Régional 2 depuis 2023.

## Histoire

### Genèse (1917-1947)
En 1917, Georges Verju, limougeaud d'origine et joueur du Red Star avant-guerre, fonde le Red Star Limoges. Le rival local du Red Star Limoges est la Section Athlétique Universitaire de Limoges (SAUL), créée en 1906. Ce dernier semble prendre l'ascendant en 1929 à la suite d'une sombre histoire criminelle impliquant des joueurs du Red Star.
En 1934, la SAUL est rebaptisé Star Limousin Université Club (SLUC) tandis que le Red Star devient le Red Star Athlétique de Limoges. En 1943, le SLUC devient l'Union Sportive Athlétique de Limoges (USAL).

### Débuts (1947-1957)
L'Union Sportive Athlétique de Limoges et le Red Star Athlétique de Limoges fusionnent le 31 mai 1947 au sein du Limoges Football Club. Le LFC pose une première fois sa candidature au statut professionnel en 1954 mais doit attendre 1957 pour passer pro. Le LFC évolue alors au stade municipal de Beaublanc pouvant accueillir 14 000 spectateurs. Après quelques travaux d'aménagement, le record d'affluence du stade est porté à 17 592 spectateurs payants à l'occasion de la visite du Stade de Reims en 1960.

### Le professionnalisme (1957-1987)
En 1957, le club adopte le statut professionnel et intègre la Division 2. L'international français Pierre Flamion est nommé entraîneur-joueur du groupe professionnel. Sous sa direction, le club est promu en D1 dès 1958. Limoges parvient à se maintenir trois saisons au plus haut niveau avant de connaître la relégation.

### Retour à l'amateurisme (1987-2003)
Après plus de vingt saisons en Division 2 et quatre en Division 3 de 1973 à 1977, le LFC dépose le bilan en juin 1987 en raison d'une dette cumulée de plus de cinq millions de Francs.
Le club repart alors en D4 sous le nom Limoges Foot 87.
En 1999, avec 97 points, le Limoges Foot 87 termine deuxième de son groupe et se qualifie pour les barrages d'accession au National. Le LF87 commence toutefois par une défaite 1-0 face à la GSI Pontivy malgré une première mi-temps maîtrisée, puis affronte le Stade de Reims, ce dernier étant promu.
La saison 1999-2000 est marquée par la réception du Paris Saint-Germain Football Club pour le compte des 32e de finale de la Coupe de France. Le Limoges Foot 87 est battu 3-4 après avoir pourtant mené 3-2,. En championnat, le LF87 finit dixième du groupe C.

### Reconstruction au sein du Limoges Football Club (2003-2020)
À la fin de l’exercice 2002-2003, il sera rétrogradé en Division d'honneur avec la dissolution du Limoges Foot 87 qui laissera place à nouveau au Limoges Football Club.
En 2007, à la suite de l'arrivée d'un nouveau président, Gérard Chevalier, le Limoges FC se lance dans une phase de reconstruction afin de retrouver un rang honorable.
Saison 2010-2011, à la fin d'une saison difficile, le Limoges FC termine deuxième du championnat de DH et accède au CFA 2, grâce à une place de meilleur second.
Le 7 janvier 2012, Limoges se qualifie pour les 16e de finale de la Coupe de France en éliminant l'US Boulogne CO sur le score de 1-0 et sera battu 0-2 par l'équipe de Jeanne d'Arc de Drancy.
Premier à la trêve, et deuxième du groupe F de CFA 2 lors de la saison 2013-2014, place acquise à la dernière journée, après avoir pourtant été premier une bonne partie de la saison, le club monte en CFA pour la saison 2014-2015.
La saison est difficile et le club est finalement relégué à nouveau en CFA 2 pour la saison 2015-2016.
Prenant la succession de Nicolas Le Bellec qui a donné sa démission, Dragan Cvetkovic est nommé nouvel entraîneur du Limoges FC. Ce technicien d’expérience passé par le monde professionnel a pour objectif de faire remonter le club en CFA dans les deux ans.
Après Dusko Vujosevic au Limoges CSP et Nenad Stanic au Limoges Hand 87, Dragan Cvetkovic est le 3e entraîneur d'origine serbe à coacher une équipe sportive en Limousin.
Le club reçoit un match de Coupe de France en ce 12 novembre 2016: Aixe-sur-Vienne (DHR) va tenter de réaliser l'exploit sur la pelouse du stade Saint-Lazare. Si le club a déjà connu les joies d'un 7e tour de coupe de France (il avait affronté en 2001, Luçon, alors en division d'honneur), cette fois, il est opposé à une formation professionnelle, l'équipe de l'AC Ajaccio en Ligue 2 avec le retour de Paul Babiloni formé au club du Limoges FC. La logique est respectée, Ajaccio gagne 4 à 1.
En mai 2017 le Limoges FC valide sa montée en Nationale 2 (CFA), après avoir terminé 2e du groupe H de CFA 2 derrière le Stade Bordelais avec seulement trois défaites et une série de 20 matchs sans défaite qui aura pris fin lors du dernier match au stade Saint-Lazare devant le Pau FC 1-2 et environ 2 500 spectateurs présents.
Lors de la saison 2017-2018, le club obtient son maintien sportivement mais sera tout de même relégué administrativement.
Placé en redressement judiciaire, un temps menacé de liquidation et d'une rétrogradation à l'échelon régional, le LFC est finalement accepté en National 3 pour la saison 2018-2019 par la Direction nationale du contrôle de gestion.
À la suite du redressement judiciaire du début de l'été 2018, un nouveau comité de direction prend la tête du Limoges FC. Colbert Marlot, ancien entraîneur du Limoges FC à la fin des années 1990, prend de nouveau les commandes de l'équipe fanion qui repart donc en National 3, avec un effectif jeune et totalement renouvelé.
Le Limoges FC réalise une saison plus que honorable ponctuée par un retour au nouveau stade de Beaublanc lors de l'avant-dernière journée du championnat devant 3 000 spectateurs. L'équipe termine à la 8e position, avec l'ambition de construire une équipe solide pour la saison 2019-2020 et jouer les premiers rôles.
Cependant, tout ne se passe pas comme prévu. Alors que l'équipe première reprenait le chemin de l'entrainement, le club a appris sa rétrogradation administrative en R1 par la DNCG, la seconde en autant de saisons. Alors que tous les voyants semblaient être aux verts sportivement, le club subit une nouvelle déconvenue administrative.
Le 8 janvier 2020, le club est contraint déposer le bilan. Le club est renommé Limoges Football est reprend l'activité des équipes de jeunes et féminines en attentant la décision de la FFF pour les compétitions seniors masculines.

### Nouveau dépôt de bilan et reprise sous le nom de Limoges Football (depuis 2020)
Le club est autorisé à reprendre les activités des catégories de jeunes et féminines, mais devra cependant attendre la décision de la FFF concernant les compétitions masculines seniors.
À la suite du forfait général de l'équipe première lors de la saison 2019-2020 et à la suite des règlements généraux de la FFF, le comité exécutif de la FFF impose au Limoges Football de repartir en Départemental 1 pour la saison 2020-2021.
Le club parvient à obtenir deux montées d'affilée pour retrouver la Régional 2 en 2023, soit trois ans après le forfait général du club, une performance assez rare post liquidation judiciaire qui s'est jouée à la dernière journée de Régional 3 contre l'ES Nouaille sur le score de 1-0 à domicile au stade Saint-Lazare.
Lors de la saison 2024-2025, le LF obtient sa monté en Régional 1.

## Palmarès

### Titres et trophées
| Compétitions nationales                                                 | Compétitions régionales |
| - Championnat de France de Division 3 (D3) - Vainqueur de groupe : 1977 | - Championnat de DH du Centre-Ouest - Champion : 1950, 1952, 1958, 1967, 1981, 1993 et 2004 - Coupe du Centre-Ouest - Vainqueur : 1949, 1953, 1977, 1993 et 2004 |

### Bilan sportif

#### Bilan saison par saison
| Saison                            | Championnat                       | Championnat                       | Championnat                           | Championnat                       | Championnat                       | Championnat                       | Championnat                       | Championnat                       | Championnat                       | Championnat                       | Championnat                       | Championnat                       | Coupe de France                   |                                   |
| Saison                            | Division                          | Niv.                              | Classement                            | P/R                               | Pts                               | J                                 | V                                 | N                                 | D                                 | Bp                                | Bc                                | Diff                              | Coupe de France                   |                                   |
| Limoges Football Club (1947-1987) | Limoges Football Club (1947-1987) | Limoges Football Club (1947-1987) | Limoges Football Club (1947-1987)     | Limoges Football Club (1947-1987) | Limoges Football Club (1947-1987) | Limoges Football Club (1947-1987) | Limoges Football Club (1947-1987) | Limoges Football Club (1947-1987) | Limoges Football Club (1947-1987) | Limoges Football Club (1947-1987) | Limoges Football Club (1947-1987) | Limoges Football Club (1947-1987) | Limoges Football Club (1947-1987) | Limoges Football Club (1947-1987) |
| --------------------------------- | --------------------------------- | --------------------------------- | ------------------------------------- | --------------------------------- | --------------------------------- | --------------------------------- | --------------------------------- | --------------------------------- | --------------------------------- | --------------------------------- | --------------------------------- | --------------------------------- | --------------------------------- | --------------------------------- |
| 1947-1948                         | Division d'Honneur                | 4                                 | 2e/12                                 | en augmentation                   | 30                                | 22                                | 12                                | 6                                 | 4                                 | 68                                | 30                                | +38                               | -                                 |                                   |
| 1948-1949                         | CFA                               | 3                                 | 10e/12                                | en diminution                     | 16                                | 22                                | 6                                 | 4                                 | 12                                | 29                                | 44                                | -15                               | -                                 |                                   |
| 1949-1950                         | Division d'Honneur                | 4                                 | 1er/9                                 | en augmentation                   | 28                                | 15                                | 13                                | 2                                 | 0                                 | 71                                | 11                                | +60                               | 32e de finale                     |                                   |
| 1950-1951                         | CFA                               | 3                                 | 11e/12                                | en diminution                     | 11                                | 22                                | 2                                 | 7                                 | 13                                | 23                                | 47                                | -24                               | -                                 |                                   |
| 1951-1952                         | Division d'Honneur                | 4                                 | 1er/14                                | en augmentation                   | 43                                | 26                                | 21                                | 1                                 | 4                                 | 85                                | 34                                | +51                               | 32e de finale                     |                                   |
| 1952-1953                         | CFA                               | 3                                 | 3e/12                                 |                                   | 27                                | 22                                | 10                                | 7                                 | 5                                 | 35                                | 23                                | +12                               | 6e tour                           |                                   |
| 1953-1954                         | CFA                               | 3                                 | 10e/12                                |                                   | 18                                | 22                                | 7                                 | 4                                 | 11                                | 28                                | 33                                | -5                                | -                                 |                                   |
| ...                               | ...                               | ...                               | ...                                   | ...                               | ...                               | ...                               | ...                               | ...                               | ...                               | ...                               | ...                               | ...                               | ...                               |                                   |
| Limoges Foot 87 (1987-2003)       |                                   |                                   |                                       |                                   |                                   |                                   |                                   |                                   |                                   |                                   |                                   |                                   |                                   |                                   |
| 1987-1988                         | Division 4                        | 4                                 | 5e/14                                 |                                   | 29                                | 26                                | 10                                | 9                                 | 7                                 | 29                                | 29                                | 0                                 | 32e de finale                     |                                   |
| 1988-1989                         | Division 4                        | 4                                 | 8e/14                                 |                                   | 25                                | 26                                | 10                                | 5                                 | 11                                | 31                                | 36                                | -5                                | -                                 |                                   |
| 1989-1990                         | Division 4                        | 4                                 | 14e/14                                | en diminution                     | 12                                | 26                                | 1                                 | 10                                | 15                                | 15                                | 49                                | -34                               | -                                 |                                   |
| 1990-1991                         | Division d'Honneur                | V                                 | 2e/14                                 |                                   | 61                                | 26                                | 14                                | 7                                 | 5                                 | 42                                | 22                                | +20                               | 8e tour                           |                                   |
| 1991-1992                         | Division d'Honneur                | 5                                 | 2e/14                                 |                                   | 64                                | 26                                | 17                                | 4                                 | 5                                 | 62                                | 17                                | +45                               | -                                 |                                   |
| 1992-1993                         | Division d'Honneur                | 5                                 | 1er/15                                | en augmentation                   | 78                                | 28                                | 22                                | 6                                 | 0                                 | 77                                | 25                                | +52                               | 8e tour                           |                                   |
| 1993-1994                         | National 3                        | 5                                 | 3e/14                                 |                                   | 31                                | 26                                | 12                                | 7                                 | 7                                 | 49                                | 32                                | +17                               | -                                 |                                   |
| 1994-1995                         | National 3                        | 5                                 | 2e/14                                 | en augmentation                   | 35                                | 26                                | 14                                | 7                                 | 5                                 | 56                                | 23                                | +33                               | -                                 |                                   |
| 1995-1996                         | National 2                        | 4                                 | 10e/18                                |                                   | 45                                | 34                                | 13                                | 6                                 | 15                                | 40                                | 49                                | -9                                | -                                 |                                   |
| 1996-1997                         | National 2                        | 4                                 | 10e/18                                |                                   | 44                                | 34                                | 12                                | 8                                 | 14                                | 37                                | 37                                | 0                                 | -                                 |                                   |
| 1997-1998                         | CFA                               | 4                                 | 9e/18                                 |                                   | 45                                | 34                                | 11                                | 12                                | 11                                | 46                                | 55                                | -9                                | -                                 |                                   |
| 1998-1999                         | CFA                               | 4                                 | 2e/18                                 |                                   | 97                                | 34                                | 18                                | 9                                 | 7                                 | 57                                | 33                                | +24                               | 7e tour                           |                                   |
| 1999-2000                         | CFA                               | 4                                 | 10e/18                                |                                   | 78                                | 34                                | 12                                | 8                                 | 14                                | 54                                | 58                                | -4                                | 32e de finale                     |                                   |
| 2000-2001                         | CFA                               | 4                                 | 13e/18                                |                                   | 78                                | 34                                | 11                                | 11                                | 12                                | 36                                | 36                                | 0                                 | 8e tour                           |                                   |
| 2001-2002                         | CFA                               | 4                                 | 14e/18                                |                                   | 71                                | 34                                | 8                                 | 13                                | 13                                | 29                                | 34                                | -6                                | 8e tour                           |                                   |
| 2002-2003                         | CFA                               | 4                                 | 14e/18 (rétrogradé par la DNCG)       | en diminution                     | 73                                | 34                                | 10                                | 9                                 | 15                                | 34                                | 58                                | -24                               | -                                 |                                   |
| Limoges Football Club (2003-2020) |                                   |                                   |                                       |                                   |                                   |                                   |                                   |                                   |                                   |                                   |                                   |                                   |                                   |                                   |
| 2003-2004                         | Division d'Honneur                | 6                                 | 1er/14                                | en augmentation                   | 83                                | 26                                | 17                                | 6                                 | 3                                 | 60                                | 18                                | +42                               | -                                 |                                   |
| 2004-2005                         | CFA 2                             | 5                                 | 7e/16                                 |                                   | 69                                | 28                                | 11                                | 8                                 | 9                                 | 36                                | 35                                | +1                                | 8e tour                           |                                   |
| 2005-2006                         | CFA 2                             | 5                                 | 12e/16                                |                                   | 63                                | 30                                | 8                                 | 9                                 | 13                                | 41                                | 43                                | -2                                | -                                 |                                   |
| 2006-2007                         | CFA 2                             | 5                                 | 15e/16                                | en diminution                     | 55                                | 30                                | 6                                 | 7                                 | 17                                | 28                                | 59                                | -31                               | -                                 |                                   |
| 2007-2008                         | Division d'Honneur                | 6                                 | 6e/14                                 |                                   | 64                                | 26                                | 10                                | 8                                 | 8                                 | 25                                | 24                                | +1                                | -                                 |                                   |
| 2008-2009                         | Division d'Honneur                | 6                                 | 6e/14                                 |                                   | 63                                | 26                                | 10                                | 7                                 | 9                                 | 33                                | 27                                | +6                                | 5e tour                           |                                   |
| 2009-2010                         | Division d'Honneur                | 6                                 | 2e/14                                 |                                   | 71                                | 26                                | 13                                | 6                                 | 7                                 | 43                                | 21                                | +18                               | -                                 |                                   |
| 2010-2011                         | Division d'Honneur                | 6                                 | 2e/14                                 | en augmentation                   | 81                                | 26                                | 16                                | 7                                 | 3                                 | 44                                | 19                                | +25                               | 4e tour                           |                                   |
| 2011-2012                         | CFA 2                             | 5                                 | 12e/16                                |                                   | 66                                | 30                                | 10                                | 6                                 | 14                                | 44                                | 52                                | -8                                | 16e de finale                     |                                   |
| 2012-2013                         | CFA 2                             | 5                                 | 8e/14                                 |                                   | 59                                | 26                                | 9                                 | 6                                 | 11                                | 31                                | 42                                | -11                               | 8e tour                           |                                   |
| 2013-2014                         | CFA 2                             | 5                                 | 2e/14                                 | en augmentation                   | 74                                | 26                                | 12                                | 12                                | 2                                 | 41                                | 27                                | +14                               | 4e tour                           |                                   |
| 2014-2015                         | CFA                               | 4                                 | 16e/16                                | en diminution                     | 50                                | 30                                | 4                                 | 9                                 | 17                                | 33                                | 57                                | -24                               | 4e tour                           |                                   |
| 2015-2016                         | CFA 2                             | 5                                 | 9e/14                                 |                                   | 60                                | 26                                | 9                                 | 7                                 | 10                                | 26                                | 32                                | -6                                | 32e de finale                     |                                   |
| 2016-2017                         | CFA 2                             | 5                                 | 2e/14                                 | en augmentation                   | 49                                | 26                                | 13                                | 10                                | 3                                 | 45                                | 18                                | +27                               | 8e tour                           |                                   |
| 2017-2018                         | National 2                        | 4                                 | 12e/16 (rétrogradé par la DNCG)       | en diminution                     | 34                                | 30                                | 9                                 | 10                                | 11                                | 31                                | 38                                | -7                                | 8e tour                           |                                   |
| 2018-2019                         | National 3                        | 5                                 | 8e/14 (rétrogradé par la DNCG)        | en diminution                     | 38                                | 26                                | 9                                 | 11                                | 6                                 | 23                                | 25                                | -2                                | 7e tour                           |                                   |
| 2019-2020                         | Régional 1                        | 6                                 | Forfait Général                       | en diminution                     | 0                                 | 0                                 | 0                                 | 0                                 | 0                                 | 0                                 | 0                                 | 0                                 | -                                 |                                   |
| Limoges Football (depuis 2020)    |                                   |                                   |                                       |                                   |                                   |                                   |                                   |                                   |                                   |                                   |                                   |                                   |                                   |                                   |
| 2020-2021                         | Départemental 1                   | 9                                 | 2e/12 (championnat arrêté (Covid-19)) |                                   | 10                                | 4                                 | 3                                 | 1                                 | 0                                 | 8                                 | 2                                 | +6                                | 5e tour                           |                                   |
| 2021-2022                         | Départemental 1                   | 9                                 | 1er/10                                | en augmentation                   | 48                                | 18                                | 15                                | 3                                 | 0                                 | 77                                | 10                                | +67                               | 4e tour                           |                                   |
| 2022-2023                         | Régional 3                        | 8                                 | 1er/12                                | en augmentation                   | 51                                | 22                                | 15                                | 6                                 | 1                                 | 66                                | 13                                | +53                               | 2e tour                           |                                   |
| 2023-2024                         | Régional 2                        | 7                                 | 2e/12                                 |                                   | 47                                | 22                                | 13                                | 8                                 | 1                                 | 40                                | 15                                | +25                               | 5e tour                           |                                   |
| 2024-2025                         | Régional 2                        | 7                                 | 1er/12                                | en augmentation                   |                                   | 22                                | 16                                | 2                                 | 4                                 | 40                                | 17                                | 23                                | 4e tour                           |                                   |
| 2025-2026                         | Régional 1                        | 6                                 | e/14                                  |                                   |                                   | 0                                 | 0                                 | 0                                 | 0                                 | 0                                 | 0                                 | 0                                 |                                   |                                   |
| = Promu = Relégué                 |                                   |                                   |                                       |                                   |                                   |                                   |                                   |                                   |                                   |                                   |                                   |                                   |                                   |                                   |

#### Championnats nationaux
Le meilleur résultat du Limoges FC en trois saisons de Division 1 est 10e en 1959-1960.
Le meilleur résultat du Limoges FC en vingt-trois saisons de Division 2 est 3e en 1957-1958.
Le meilleur résultat du Limoges FC en quatre saisons de Division 3 est 1er en 1976-1977.

### Parcours en Coupe de France
Le meilleur résultat du club est une participation aux quarts de finale en Coupe de France de football 1969-1970 contre le Stade rennais, après avoir éliminé Nantes en trente-deuxièmes et Concarneau en seizièmes.
Le club fut aussi battu par le Paris SG en trente-deuxièmes de finale en 1999-2000 (3-4).
Durant l'édition 2011-2012, le LFC remporte son trente-deuxième de finale contre l'US Boulogne (L2) sur le score de 1-0, mais se fait éliminer en seizièmes contre la JA Drancy (CFA) 0-2.
Lors de l'édition 2015-2016, le club élimine l'AJ Auxerre au septième tour (2-1) avec un but auxerrois de Sébastien Puygrenier, le capitaine d'Auxerre, né à Limoges, et se hisse en trente-deuxièmes de finale où il affronte l'Olympique lyonnais à Poitiers. Le Limoges Football Club s'incline 0-7 contre cette équipe de l'OL avec des doublés de Maxwel Cornet et Rachid Ghezzal et des buts de Corentin Tolisso, Sergi Darder et Claudio Beauvue, avec la première apparition de Bruno Génésio comme entraîneur.

## Structures du club
Le club limougeaud n'a eu que deux stades au cours de son histoire, celui de Beaublanc et celui de Saint-Lazare.
Jusqu'en 1990, le stade du club est le Stade municipal de Beaublanc.

## Identité visuelle

Historique des logos du Limoges Football
Logo du Limoges FC dans les années 60
Logo du Limoges FC de 2003 à 2020
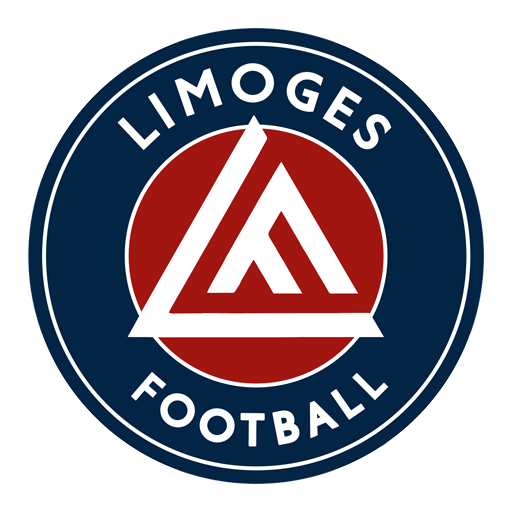
Logo du Limoges Football depuis 2020

## Personnalités du club

### Entraîneurs
| Rang | Nom               | Période              |
| ---- | ----------------- | -------------------- |
| 1    | Pierre Flamion    | 1957-1962            |
| 2    | Maurice Blondel   | 1962-1966            |
| 3    | Roger Meerseman   | 1966-1968            |
| 4    | Maurice Blondel   | 1968-1970            |
| 5    | Maurice Cailleton | 1969-1970            |
| 6    | Yvon Goujon       | 1970-1972            |
| 7    | Maurice Cailleton | 1972-1974            |
| 8    | Henri Kowal       | 1974-janv. 1975      |
| 9    | Slobodan Stojovic | janv. 1975-juin 1975 |
| 10   | Henri Kowal       | 1975-1978            |
| 11   | Henri Skiba       | 1978-1981            |
| 12   | Robert Dewilder   | 1981-1984            |
| 13   | Francis Smerecki  | 1984-1985            |
| 14   | Ivica Todorov     | 1985-1986            |
| 15   | Robert Dewilder   | 1986-1987            |
| 16   | Pierre Soria      | 1987-1988            |

| Rang | Nom                  | Période             |
| ---- | -------------------- | ------------------- |
| 17   | Guillaume Lassalle   | 1988-1989           |
| 18   | Bastien Lassalle     | 1989-1990           |
| 19   | Eddie Hudanski       | 1990-janv. 1997     |
| 20   | Colbert Marlot       | janv. 1997-2000     |
| 21   | Jean-Yves Kerjean    | 2000-2001           |
| 22   | Jacky Lemée          | 2001-2002           |
| 23   | Christophe Matl      | 2002-2003           |
| 24   | Stéphane Roussy      | 2003-2006           |
| 25   | Jean-Jacques Eydelie | 2006-2008           |
| 26   | Pierre Soria         | 2008-2009           |
| 27   | Christophe Lassudrie | 2009-2011           |
| 28   | Vincent Gaudron      | nov. 2011-déc. 2014 |
| 29   | Nicolas Le Bellec    | déc. 2014-juin 2016 |
| 30   | Dragan Cvetkovic     | 2016-2018           |
| 31   | Colbert Marlot       | 2018-2020           |

### Joueurs
À la fin des années 1950, l'équipe du Limoges FC en Division 1 compte notamment les internationaux français Armand Penverne, Raymond Cicci et Paul Sauvage. De 1958 à 1961, Guy Roux joue également au LFC, mais dans l'équipe amateur, en CFA. Il n'intègre pas le groupe professionnel en raison de sa « lenteur ».
En 1964-1965, en Division 2, le Limoges FC compte dans ses effectifs l'international français et buteur emblématique du RC Strasbourg Casimir Koza, venu finir sa carrière au club.